# Beb Mulder
Lambertus Johannes Marie (Beb) Mulder (Huizum, 18 februari 1939 – Leeuwarden, 30 september 2020) was een Nederlands beeldhouwer, grafisch ontwerper en schilder.

## Leven en werk
Mulder werd geboren uit Groningse ouders aan de Nieuwe Schrans in het dorp Huizum. Zijn vader was chef expeditie bij Vroom en Dreesmann. Hij leerde tekenen op de lagere school van beeldhouwer M.B. Hoffer, en bezocht de afdeling schilderen aan de ambachtsschool en werkte vervolgens met onder anderen Jan Stroosma en Auke de Vries op de decoratieafdeling van V&D. Na een paar jaar werd hij zelfstandig etaleur/decorateur en bezocht in de avonduren de Academie Vredeman de Vries. Hij gaf later zelf les aan de Academie Voor Expressie en Communicatie. Hij was lid van de Boun fan Fryske kunstners en had een galerie in Leeuwarden. Hij werkte als schilder expressionistisch-abstract.
Zijn grootste werk is Luchtspiegeling (1998), een replica in cortenstaal van de Uniastate in Beers.
Beb Mulder overleed in 2020 op 81-jarige leeftijd. Hij leed in de periode voor zijn dood aan huidkanker en de ziekte van Parkinson.

## Werken (selectie)
- Kruisgang (1964) in de Sint-Franciscuskerk in Leeuwarden
- Betonplastieken (1974) aan de muur van voormalig CWI, Dr. Obe Postmastraat 1 in Sneek
- Betonkronkel (1983) aan de Wollegaast in Leeuwarden
- Twee zwanen (1994), Wieuwerd
- Luchtspiegeling (1998) aan de Stinzepaad in Beers